# بارسا (کومونه)
بارسا (کومونه) (به ایتالیایی: Baressa) یک کومونه در ایتالیا است که در استان اریستانو واقع شده‌است.

## خصوصیات
بارسا ۱۲٫۶ کیلومترمربع مساحت و ۷۴۶ نفر جمعیت دارد و ۱۶۵ متر بالاتر از سطح دریا واقع شده‌است.